# Konferencja prasowa

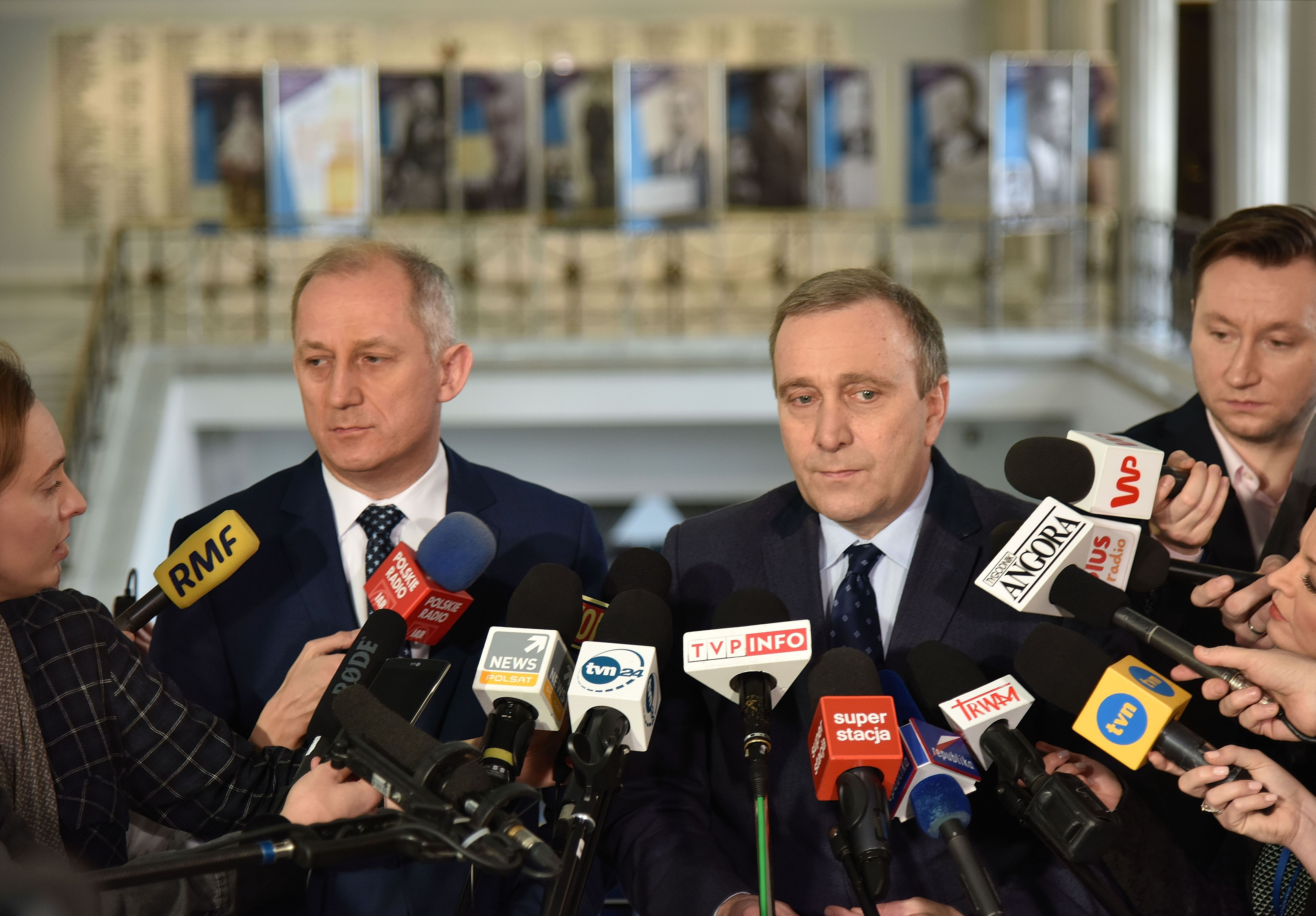
Konferencja prasowa

Konferencja prasowa – wydarzenie medialne, w którym osoby chcące przekazać mediom pewne informacje zapraszają dziennikarzy do wysłuchania ich oraz, najczęściej, zadawania związanych z daną sprawą pytań. 
Istnieją dwa główne powody do zwoływania konferencji prasowych. Pierwszy jest pokierowany wygodą osoby zwołującej konferencję, gdyż może ona wypowiedzieć się we wszystkich ważnych sprawach jednorazowo dla wszystkich mediów, bez potrzeby odbierania setek telefonów od dziennikarzy. Drugi spowodowany jest świadomym działaniem osoby zwołującej konferencję, która chce, by dzięki spotkaniu z dziennikarzami sprawa zyskała rozgłos i stała się bardziej interesująca dla mediów. Konferencje prasowe zwołuje się szczególnie po to, aby zaprezentować mediom skomplikowane zagadnienia, których nie da się przekazać w formie zwykłej informacji prasowej.
Nie istnieje stały schemat dla konferencji prasowych. W niektórych przypadkach jedynym punktem konferencji prasowej jest publiczne odczytanie oświadczenia, bez możliwości zadawania pytań, zaś w innych to właśnie wyłącznie pytania od dziennikarzy stanowią treść konferencji.
Najczęściej konferencja prasowa jest planowana z istotnym wyprzedzeniem. Informacja o konferencji w formie zaproszenia przekazywana jest dziennikarzom zwykle przez rzecznika prasowego. W przypadkach prezentacji skomplikowanych projektów planowanie konferencji może zająć do kilku miesięcy. Niekiedy jednak zdarza się, że konferencja powstaje spontanicznie, poprzez zgromadzenie się grupy reporterów wokół osoby, która ma do przekazania istotne wiadomości (taką konferencję nazywa się briefingiem).
Konferencje prasowe mogą się odbywać w różnych miejscach. W Polsce istnieje zwyczaj, że partie polityczne lub koła parlamentarne najczęściej zwołują swoje konferencje w wyznaczonej do tego celu sali w polskim parlamencie, zaś jako tło dla osób mówiących ustawiają specjalnie na taką potrzebę wyprodukowane plansze. Na planszach tych znajduje się np. logo lub/oraz nazwa danej partii. Plansze takie posiadają też inne organizacje i instytucje jak np. policja czy niektóre organizacje pozarządowe. W niektórych sytuacjach konferencję zwołuje się w miejscu związanym z omawianym wydarzeniem, jak np. miejsce przestępstwa czy szpital, który jest w trudnej sytuacji finansowej.